# La Nuit du carrefour (film)
Pour les articles homonymes, voir La Nuit du carrefour (homonymie).
Pour plus de détails, voir Fiche technique et Distribution.
La Nuit du carrefour est un film français réalisé par Jean Renoir et sorti en 1932.

## Synopsis
Le diamantaire hollandais Goldberg est retrouvé assassiné dans la voiture de l'agent d'assurances Michonnet, elle-même dissimulée dans le garage de ses voisins danois Carl Andersen et sa sœur Else Andersen, habitants du carrefour d'Avrainville. Le commissaire Maigret, qui enquête sur le vol de la voiture de l'agent d'assurances, met les maisons du carrefour sous surveillance. Malgré cela, la femme du diamantaire est également assassinée. Carl Andersen est lui aussi grièvement blessé par le tueur, puis Else est victime d'une tentative d'empoisonnement...

## Personnages
- Else Andersen, née Bertha Krull, Allemande. Sans profession, ancienne prostituée. Mariée, pas d’enfants. La trentaine. Son personnage polarise toute l’attention ; il fait l’objet d’une analyse psychologique fouillée.
- Carl Andersen, frére d’Else, aristocrate danois.
- Émile Michonnet, agent d’assurances, marié, la cinquantaine.
- Oscar, ancien boxeur, garagiste, receleur, la trentaine.

## Fiche technique
- Titre : La Nuit du carrefour
- Réalisation : Jean Renoir
- Scénario et dialogues : Jean Renoir, d'après le roman La Nuit du carrefour de Georges Simenon[1]
- Photographie : Marcel Lucien et Georges Asselin, assistés de Paul Fabian
- Décors : William Aguet, assisté de Jean Castanier
- Assistants réalisateur : Jacques Becker et Maurice Blondeau
- Son : Robert Bugnon et Joseph de Bretagne
- Scripte : Mimi Champagne
- Montage : Marguerite Renoir, assistée de Suzanne de Troye et de Walter Ruttmann
- Régie : Roger Gaillard
- Production : Raymond Boulay
- Directeur de production : Jacques Becker
- Société de production : Europa Films
- Distribution : Comptoir français cinématographique
- Tournage : de janvier à mars 1932 dans les studios de Billancourt, extérieurs à la « Croix Verte » à Bouffémont (carrefour des routes N1 et N 309)
- Pays de production :  France
- Format : Noir et blanc - 35 mm - 1,37:1 - Enregistrement sonore sur système Western Electric
- Genre : Policier
- Durée : 75 minutes (2.000m)
- Date de sortie : 18 avril 1932 au théâtre Pigalle à Paris
- Affiche : Roger Vacher (France)

## Distribution
- Pierre Renoir : le commissaire Maigret
- Winna Winfried : Else Andersen
- Georges Koudria : Carl Andersen, le frère d'Else, joaillier
- Georges Térof : l'inspecteur Lucas, l'adjoint de Maigret
- André Dignimont : Oscar, le garagiste
- Michel Duran : Jojo, le commis du garage
- Jean Gehret : Émile Michonnet, agent d’assurances
- Ketty Pierson : Madame Michonnet
- Lucie Vallat : Michèle, la femme d'Oscar
- Jean Mitry : Arsène
- Georges André-Martin : Grandjean
- Max Dalban : le médecin
- Roger Gaillard : le boucher
- Boulicot : le gendarme
- Manuel Rabby : Guido

## Autour du film
La plupart des scènes se déroulant à proximité ou à l'intérieur du garage laissent apparaître de façon ostensible les panneaux publicitaires pour l’huile de moteur de la marque Castrol.